# Friedrich Gustav Piffl
Friedrich Gustav Piffl, C.R.S.A. (15 de outubro de 1864 - 21 de abril de 1932) foi um cardeal da Igreja Católica Romana e Arcebispo de Viena.

## Vida
Friedrich Gustav Piffl era o caçula de sete filhos do livreiro Rudolf Piffl e de sua esposa Maria Magdalena nascida Piro. Ele começou a estudar na escola de gramática em Landskron em 1874, interrompeu-a para um aprendizado de encadernação e concluiu a escola de gramática em Viena. Ele serviu como voluntário por um ano nas forças armadas e entrou na Abadia de Klosterneuburg em 1883, onde recebeu o nome religioso de Friedrich. Ele foi ordenado sacerdote em 8 de janeiro de 1888 na Catedral de Santo Estêvão em Viena e foi então um cooperador em Floridsdorf e Heiligenstadt.
Em 1892 foi nomeado professor de teologia moral e sociologia, em 1906 diretor do mosteiro de Klosterneuburg e em 1907 eleito reitor por unanimidade.
Em 1 de abril de 1913, ele era o Imperador Francisco José I da Áustria foi nomeado arcebispo da Arquidiocese de Viena e recebido em 1 de junho na igreja da abadia de Klosterneuburg pelo Cardeal Raffaele Scapinelli di Leguigno, o núncio na Áustria-Hungria, a ordenação episcopal; Os co-consagradores foram os bispos auxiliares da diocese de Viena, Hermann Zschokke e Josef Pfluger. Em 25 de maio de 1914, o Papa Pio X o aceitou como Cardeal-presbítero de São Marcos. Participou do Conclave de 1914 que elegeu o Papa Bento XV e do Conclave de 1922 que elegeu o Papa Pio XI
Após o colapso da Monarquia dos Habsburgos Áustria-Hungria e a proclamação da República da Áustria Alemã, ele renunciou ao título de Príncipe-bispo em 1918. A partir de 18 de maio de 1922, ele também foi Administrador Apostólico de Burguenlândia.
Após a Primeira Guerra Mundial, ele tentou reorganizar a pastoral e apoiou a Sociedade Kolping e a Caritas:
- 1918 Fundação da Caritas Socialis pelo Prelado Ignaz Seipel e Hildegard Burjan
- 1918 Fundação da fábrica Canisius pelo diretor da escola Josef Moser
- 1922 Aprovação para fundar os Consoladores da Congregação de Gethsemani
- 1927 Introdução da Ação Católica na Áustria
- 1931 Fundação do Instituto Pastoral de Viena (hoje Instituto Pastoral Austríaco)

Quando Piffl morreu, ele foi enterrado a seu próprio pedido no cemitério local de Kranichberg em Bucklige Welt, onde ficava a residência de verão dos arcebispos vienenses. Somente em 1954 ele foi transferido para a cripta do bispo na Catedral de Santo Estêvão. 

## Ligação Externa
- Cheney, David M. «{{{1}}}» (em inglês). Catholic-Hierarchy.org
- «PIFFL, Can. Reg. of Saint Augustine, Friedrich Gustav» (em inglês). The Cardinals of the Holy Roman Church